# Alfred Tennyson
Alfred Tennyson, 1:e baron Tennyson, Lord Tennyson, född 6 augusti 1809 i Somersby i Lincolnshire, död 6 oktober 1892 på Aldworth House nära Lurgashall i West Sussex, var en brittisk författare och poet. I Sverige är han mest förknippad med dikten Nyårsklockan som uppläses på Skansen vid tolvslaget varje nyårsafton.

## Liv och verk

### Ungdomsverk och genombrott
Tennyson tillhörde en barnrik prästfamilj och kom 1828 till Cambridges universitet, där han 1829 vann kanslersmedaljen för poemet "Timbuctoo". Redan två år tidigare hade han jämte sin broder Charles gett ut ett dikthäfte. Tennysons Poems chieftly lyrical (1830), med all sin skönhetsdyrkan och yppiga fantasi rönte ett föga gynnsamt mottagande. Ovänlig kritik riktades även mot hans samling Poems (1833), även om denna måste betecknas som en ovanligt lysande bragd av en 24-årig diktare; där förekom redan så gedigna stycken som "Oenone, The miller’s daughter", "The lotos-eaters", "The palace of art" med flera. Han iakttog då tystnad i nio år, under oavlåtliga studier i poesiens konst, och firade en så mycket större triumf vid sitt framträdande 1842 med en ny diktsamling, som emellertid även upptog urval ur de föregående. Bland nya dikter märkas där "The may-queen", de av ljus erotik burna "The gardener’s daughter" och "The talking oak", självuppgörelsen "The two voices", "Godiva", den äktengelska idyllen "Dora", "Lady Clara Vere de Vere", "Locksley hall", vari tidevarvets känslosträngar grips med kraft, bland hans antika karaktärsbilder "Ulysses" med flera, och sådana förstudier till hans senare stora episka cykel om Artursagan som "Sir Galahad", "The Lady of Shalott" och "Morte d’Arthur". Man kunde inte längre bland hans dikter upptäcka en enda efterhärmad och han sattes från denna tid högst bland samtida skalder i England. Emellertid var han tidtals djupt nedtryckt, även av ekonomiska bekymmer men fick 1845 en statspension och samlade sig till ny verksamhet. På den glättiga och fantasirika sagan The princess, a medley (1847), fylld av renässanslynne, följde elegierna In memoriam (1850), över den tidigt bortryckte ungdomsvännen Arthur Hallam, 132 små dikter i gemensamt versmått. Tidens strävan efter nya andliga synpunkter avspeglas där med en förening av tankedjup och stark känsla.

### Poet laureate
Tennyson utnämndes 1850 efter William Wordsworth till "poet laureate", i vilken egenskap han författade bland annat ett glansfullt Ode on the death of the duke of Wellington (1852). Den humoristiska "The northern farmer" var det första av hans friska kväden på Lincolnshiredialekt. Bland hans mera betydande större dikter märks vidare Maud, a monodrama (1855), med ett tonfall av stark och upprörd lidelse, sådant man sällan möter hos Tennyson i hans många andra hjärtehistorier, Enoch Arden (1864) ett högeligen omtyckt idylliskt epos, som med gripande enkelhet förtäljer om ett sällsamt skepparöde om trofasthet och självuppoffring samt en cykel (författade på femfotade jamber) episka dikter med ämnen ur Artursagan under heltiteln The idylls of the King (1859-85), Tennysons förnämsta vittra bragd. Storslaget och i stränga linjer gestaltas där det medeltida idealet, förhärligas plikten, ridderligheten, kyskheten och offerhågen, med tragiska slagskuggor från det inbrytande sedefördärvet. Poetiskt skönast är sångerna om "liljemön" Elaines rena och dödbringande kärlek till Lancelot samt om Arturs drottning Guineveres brottsliga älskogsförhållande till Lancelot. I kraft av sina stora och smärre, ofta mycket sångbara dikters folkkärhet, intog Tennyson i årtionden på den samtida engelska parnassen en alldeles behärskande ställning, i långvarighet jämförlig kanske blott med vad Victor Hugo varit för Frankrike. 
Tennyson utsågs 1855 till juris hedersdoktor vid universitetet i Oxford och upphöjdes 1884 till peer-värdighet med titeln baron Tennyson of Aldworth and Freshwater. Gift 1850 (efter tioårig förlovning) levde han från denna tid i lyckliga omständigheter, 1853 bosatt på ön Wight och från 1867 på det gods i West Sussex han gav namnet Aldworth. Endast kortare resor företog han till olika länder i Europa. Ännu i hög ålder diktade han djupsinnigt och formfulländat, utgav Ballads and other poems (1880), Locksley hall - sixty years after (1886; med utfall mot naturalismen), Demeter (1889), The death of Oenone and other poems (1892) med flera samlingar. På äldre dagar försökte han sig också på att skriva drama; den rätta dramatiska kraften saknas emellertid i hans omsorgsfullt utarbetade skådespel Queen Mary (1875), Harold (1876), The falcon (1879) The cup (1881; senromerskt ämne), The promise of may (1882), Becket (1884), hans starkaste drama uppfört med verklig framgång, och The foresters (1892; om Robin Hood och hans bågskyttar).

## Karakteristik

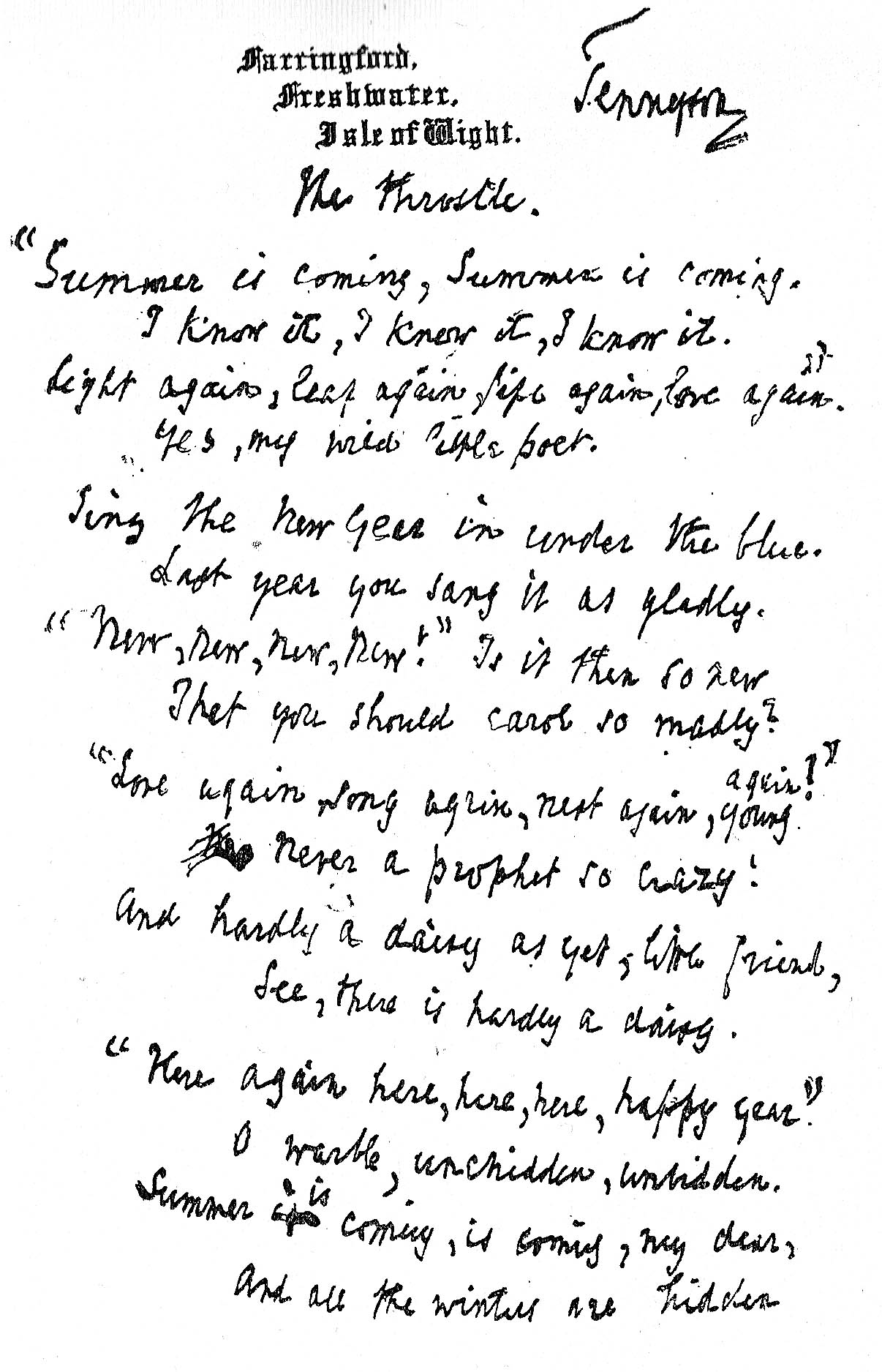
En manuskriptsida till Tennysons dikt "The Thrustle".

Tennysons skaldelynne är lyrisk-episkt; i det kontemplativa och skildrande lyckas han bäst. I hans dikter framträder med styrka och renhet en varm sympati för människorna jämte förmågan att utspana deras ädlare impulser och syften. Segrande gudsförtröstan och profetisk förhoppning om, att en ädlare människotyp skall framgå ur kulturens strider, lyser fram ur hans tankelyrik. Tennyson har poetiskt belyst århundradets stora spörsmål och mänsklighetens intressen, gett uttryck åt kulturens ljusa och mörka sidor, folkets självkänsla gentemot bördens eller privilegiernas anspråk. Han är en representant för de optimistiska strävanden som i ord och handling framträdde under förra delen av drottning Viktorias regering. Till väsen och form är väl för övrigt hans poesi en fortblomstring av Georgsskedets stora lyrikers (William Wordsworth, lord Byron, Percy Bysshe Shelley, John Keats), kanske inte mer genialisk, men med stegring av färg- och klangrikedom och konstnärlig detaljutmejsling samt ett för honom egendomligt ljusdunkel, en ljuvlig skönhetsdager, som gjuter sig över hans brett böljande vers. Han hade ett utomordentligt sinne för finare skiftningar i såväl själsrörelser som den yttre naturens företeelser och återgav dem med rikt målande egenord. Så har han mer än kanske någon efter Shakespeare gjort engelska språket rikare. Flera av hans dikter andas också stark nationalstolthet. 
Under sin mogenhetsperiod uppbar Tennyson ojämförligt höga författarhonorar. Flärdfri och tillbakadragen, levde den imponerande åldringen i ro på Aldworth tills hans hälsa bröts av influensa. Han fick en hedersgrav i Westminster Abbey, och ett monument över honom restes 1897 i Freshwater på Isle of Wight.
Bland upplagor av Tennysons arbeten märks lyxeditionen i 12 band, 1898-99, och den i 9 band, 1908, med förklarande noter av honom själv och hans son, Hallam Tennyson, 2:e baron Tennyson.

## Svensk bibliografi
- 1876 Konung Arthur och hans riddare: Romantisk diktcykel
- 1877 Elaine. En dikt, tolkning av A. Hjelmstjerna.
- 1894 Blåklint: Ny diktsamling, tolkning av Hjalmar Edgren.
- 1902 Dikter i urval, tolkning av Hjalmar Edgren.
- 1902 Riddarsagor, fri bearbetning av Helga Thorolf.
- 2004 Nyårsklockan, tolkning av Per och Birgitta Demervall.